# Asa N.º 81 da RAAF

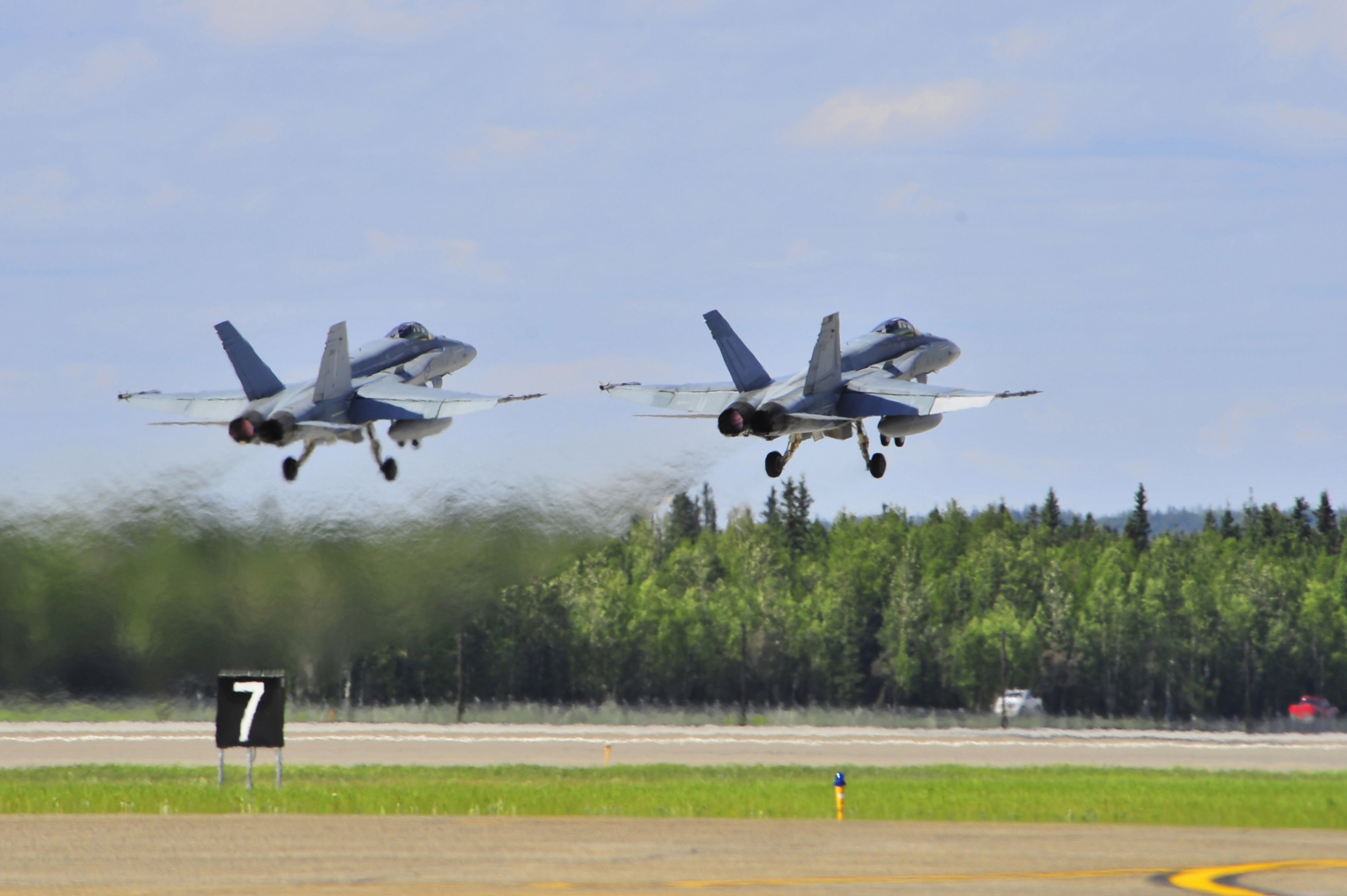
Dois FA-18 da RAAF.

A Asa N.º 81 é uma formação da Real Força Aérea Australiana (RAAF). É responsável por operar os McDonnell Douglas F/A-18 Hornet da RAAF. Com quartel-general na Base aérea de Williamtown, em Nova Gales do Sul, a asa é composta por três unidades de combate: o Esquadrão N.º 3 e o Esquadrão N.º 77 com base em Williamtown, e o Esquadrão N.º 75 com base em Tindal, no Território do Norte. O quartel-general da asa gere o treino de tácticas ar-ar- e ar-terra, além de prestou apoio ao Exército Australiano e à Real Marinha Australiana. Responsável por operações aéreas ofensivas e defensivas, os seus aviões Hornet foram destacados para Diego Garcia em 2001-02, onde providenciaram defesa aérea, para o Iraque em 2003, onde prestaram apoio aéreo próximo e escoltaram aeronaves, e para o Médio Oriente em 2015-16, onde realizaram operações contra o Estado Islâmico. Frequentemente também realizam patrulhamento aéreo durante grandes eventos na Austrália, incluindo durante os Jogos da Commonwealth e visitas de dignitários estrangeiros.